# Roti jala
Pour les articles homonymes, voir roti et jala.
Le roti jala (de roti, « pain » et jala, « filet ») est un plat typique de Malaisie et que l'on retrouve également en Indonésie. Il se reconnait à sa forme caractéristique en dentelles.
Le roti jala est classé au patrimoine intangible malaisien.